# Abrocoma vaccarum
Abrocoma vaccarum é uma espécie de roedor da família Abrocomidae.
Endêmica da Argentina, é conhecida apenas da localização-tipo: Punta de Vacas, Província de Mendoza.